# ترمز ضد قفل

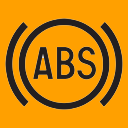
نماد ای‌بی‌اس.

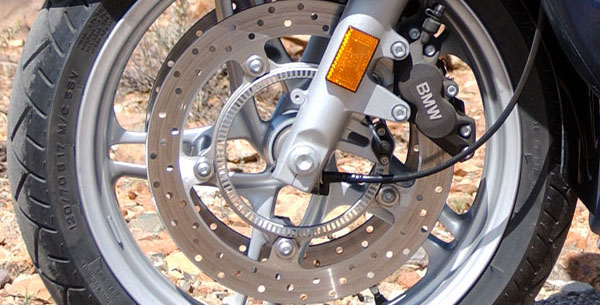
ترمزهای ای‌بی‌اس یک موتور ب‌ام‌و.

ترمز ضد قفل یا ای‌بی‌اس (به آلمانی: ABS) یک سامانهٔ ایمنی برای ترمز در خودروها است که مانع قفل شدن چرخ‌های اتوموبیل در هنگام ترمز گرفتن توسط راننده می‌شود.
عنوان ترمز ضد قفل از دیدگاهی یک عنوان اشتباه است زیرا این سامانه مانع قفل شدن چرخ‌ها نمی‌گردد بلکه تنها از قفل ماندن چرخ‌ها جلوگیری می‌کند. از همین رو انجمن مهندسان خودرو در ابتدا عنوان سامانهٔ کنترل لغزش چرخ را برای آن برگزیده بود. قفل نشدن ترمزها باعث می‌شود راننده بتواند حتی در حالی که پدال ترمز را تا آخرین حد فشرده‌است، بدون از دست دادن کنترل خودرو، موانع را با فرمان‌دادن دور بزند و از محدودهٔ خطر خارج شود.

## تاریخچه
ایدهٔ اصلی سیستم ترمز ضد قفل در ابتدا با نام سیستم ترمز ضد لغزش  شناخته می‌شد و نخستین بار در خطوط راه‌آهن آمریکا توسط شرکت ترمز هوایی وستینگهاوس مورد استفاده قرار گرفت. همین شرکت بعدها متوجه کاربرد این روش برای هواپیماها — جهت کاهش میزان ساییدگی چرخ‌ها و در شرایط بدتر ترکیدگی — شد و در اواخر دههٔ ۱۹۴۰ میلادی تقاضای زیادی را در این زمینه دریافت کرد. در اوایل دههٔ ۱۹۵۰ میلادی شرکت دانلوپ ماکسارت نیز به این بازار پیوست و توانست این فناوری را وارد بازار خودروهای شهری کند. با این وجود باید توجه داشت که هدف به‌کارگیری این سیستم در خودرو متفاوت بود زیرا در چرخ وسایل نقلیه میزان فشارهای وارده به لاستیک در حالت قفل‌شدن بسیار کمتر از یک هواپیما است و آنچه در درجهٔ اول اهمیت قرار دارد حفظ کنترل جهت خودرو و پایداری آن است.
دانلوپ ماکسارت توانست در سال ۱۹۶۶ میلادی اصول این فناوری را روی خودروی جنسن اف‌اف پیاده‌سازی و روانهٔ بازار کند. اما آنچه امروزه سامانهٔ ای‌بی‌اس شناخته می‌شود در سال ۱۹۷۸ میلادی و پس از از ظهور سامانه‌های کنترلی الکترونیکی و حسگرهای مغناطیسی توسط رابرت بوش در همکاری‌اش با شرکت مرسدس بنز  معرفی شد.
سامانهٔ ترمز ای‌بی‌اس از سال ۲۰۰۴ به عنوان استاندارد در خودروهای مسافربری اروپا مورد استفاده قرار می‌گیرد و چگونگی عملکرد آن در مقررات مشخص شده‌است.

## مشکل قفل‌شدن چرخ‌ها
یکی از خطرات رایج هنگام رانندگی با خودروها قفل‌شدن چرخ‌های آن‌ها در زمان ترمزهای شدید یا در سطح جاده‌های لغزنده است. این امر باعث می‌شود مسافت ترمز افزایش پیدا کند و میزان اثرگذاری فرمان (زاویهٔ چرخ‌های جلویی خودرو) بر روی تغییر جهت خودرو به شدت کاهش یابد. در شرایط بدتر اگر چرخ‌های عقبی نیز قفل شوند امکان انحراف کامل وسیلهٔ نقلیه بر اثر ناهمواری‌ها و شیب سطح جاده وجود خواهد داشت و کنترل وسیلهٔ نقلیه را بسیار سخت خواهد کرد. می‌توان گفت در هنگام قفل‌شدن چرخ‌ها میزان بازدارندگی آن‌ها از انحراف به طرفین به صفر میل می‌کند. علت این امر آن است که میزان اصطکاک ایستایی در آستانه حرکت بین زمین و لاستیک خودرو همواره از اصطکاک جنبشی آن بیشتری است. رانندگان با تجربه با درک این موضوع از روش ترمز کردن متناوب برای توقف خودرو استفاده می‌کنند. سامانهٔ ترمز ضد قفل تلاش دارد اثری مشابه روش ترمز کردن متناوب را به صورت خودکار در هنگام ترمز گرفتن اجرا کند.

## طرز کار
در سامانهٔ ترمز ضد قفل، چرخ‌ها به حسگرهایی جهت سنج سرعتشان مجهز می‌شوند که با قفل شدن چرخ‌ها سیگنالی را برای ریزکنترل‌گر ارسال می‌کنند، ریزکنترل‌گر با بررسی اطلاعات فرمان‌هایی را برای کم‌کردن فشار از روی سیلندر ترمزِ آن چرخ ارسال می‌دارد تا چرخ بتواند دوباره به چرخش درآید، با آزاد شدن چرخ فشار سیال ترمز دوباره به حالت عادی باز خواهد گشت.

## معایب
سامانهٔ ای‌بی‌اس ممکن است موجب ایجاد احساس لرزش همراه با صدا زیر پای راننده گردد. با این وجود روش‌هایی برای از بین بردن این موارد در خودروها وجود دارد.
هدف اصلی این سامانه افزایش میزان کنترل‌پذیری خودرو است و بر خلاف باور رایج لزوماً موجب کاهش مسافت ترمز نمی‌شود. برعکس یک رانندهٔ ماهر در شرایط سخت احتمالاً می‌تواند خودرو را در فاصلهٔ کمتری نسبت به راننده‌ای که از سامانهٔ ای‌بی‌اس استفاده می‌کند متوقف کند. با این وجود انجام این کار نیازمند تمرکز و مهارت بالای راننده است و اکثر رانندگان — حتی ماهر — در شرایط عادی از عهدهٔ انجام این کار بر نمی‌آیند.

## واژه‌نامه
1. ↑  Society of Automotive Engineers
2. ↑  wheel slip control system
3. ↑  anti-skid braking system
4. ↑  Westinghouse Air Brake Company
5. ↑  Dunlop Maxaret
6. ↑  Robert Bosch

## پ
1. ↑  Elford, Porsche High-Performance Driving Handbook, 114.
2. ↑  Nunney, Light and Heavy Vehicle Technology, 614.
3. ↑  Elford, Porsche High-Performance Driving Handbook, 114.
4. ↑  Nunney, Light and Heavy Vehicle Technology, 614.
5. ↑  Nunney, Light and Heavy Vehicle Technology, 614.
6. ↑  Nunney, Light and Heavy Vehicle Technology, 614.
7. ↑  Nunney, Light and Heavy Vehicle Technology, 614.
8. ↑  Elford, Porsche High-Performance Driving Handbook, 114.
9. ↑  Elford, Porsche High-Performance Driving Handbook, 114.
10. ↑  Elford, Porsche High-Performance Driving Handbook, 114.